# Ludwik Martin
Ludwik Martin, właśc. Louis Joseph Aloys Stanislaus Martin (ur. 22 sierpnia 1823 w Bordeaux, zm. 29 lipca 1894 w Arnières-sur-Iton) – francuski święty katolicki, ojciec świętej Teresy z Lisieux i służebnicy Bożej Leonii Martin oraz mąż świętej Marii Zelii Martin.

## Życiorys

### Młodość
Ludwik Martin był trzecim z pięciorga dzieci Pierre-François Martina i Marie-Anne-Fanie Boureau.
Był z zawodu zegarmistrzem. Miał zostać mnichem, lecz z powodu nieznajomości języka łacińskiego nie został przyjęty do zakonu.

### Małżeństwo i rodzina
W 1858 poznał koronkarkę Zelię Guérin, z którą wziął ślub trzy miesiące później. Jej działalność koronkarska przynosiła takie zyski, że Ludwik sprzedał swój zakład zegarmistrzowski i zaczął z nią współpracować.
Zelia i Ludwik przeżywszy przez rok w białym małżeństwie zdecydowali się na potomstwo. Martinowie mieli siedem córek i dwóch synów. Okres dzieciństwa przeżyło tylko pięć córek, które zostały zakonnicami:
- Maria (ur. 22 lutego 1860; zm. 19 stycznia 1940), karmelitanka w Lisieux, imię zakonne Maria od Najświętszego Serca.
- Pauline (ur. 7 września 1861; zm. 28 lipca 1951), karmelitanka w Lisieux, znana jako Matka Agnieszka od Jezusa.
- Leonie (ur. 3 czerwca 1863; 16 czerwca 1941), wizytka w Caen, siostra Franciszka Teresa.
- Céline (ur. 28 kwietnia 1869; zm. 25 lutego 1959), karmelitanka w Lisieux, siostra Geneviève od Najświętszego Oblicza.
- Thérèse (ur. 2 stycznia 1873, 30 września 1897), karmelitanka w Lisieux, siostra Teresa od Dzieciątka Jezus i Najświętszego Oblicza, kanonizowana w 1925.

28 sierpnia 1877, Zelia zmarła na raka piersi. Ludwik sprzedał działalność koronkarską i przeniósł się do Lisieux w Normandii, gdzie mieszkał brat Zelii, Izydor Guérin, z zawodu farmaceuta.

### Śmierć
W 1889 na skutek miażdżycy, Ludwik przeszedł dwa paraliżujące udary mózgu i przez trzy lata był hospitalizowany w Bon Sauveur asylum w Caen. W 1892 powrócił do Lisieux, gdzie aż do śmierci opiekowały się nim córki Céline i Leonie. Zmarł 29 lipca 1894 na zamku La Musse w pobliżu Evreux.

### Beatyfikacja i kanonizacja
26 marca 1994 papież Jan Paweł II uznał heroiczność cnót sług bożych Zelii i Ludwika Martinów. 19 października 2008 w bazylice św. Teresy w Lisieux, ich wspólnej beatyfikacji dokonał legat papieski, kardynał Jose Saraiva Martins.
18 marca 2015 papież Franciszek wydał dekret w sprawie cudu za wstawiennictwem bł. Ludwika Martiniego i jego żony Marii Zelii Martin. Cudem tym, jak poinformowała Stolica Apostolska, jest zatwierdzone przez lekarzy i teologów z Kongregacji Spraw Kanonizacyjnych i niewytłumaczalne z punktu widzenia medycznego, uzdrowienia dziecka z Hiszpanii. 27 czerwca 2015 w Watykanie odbył się konsystorz nadzwyczajny, na którym papież Franciszek wyznaczył dzień, w którym Ludwik Martin i jego żona oraz dwoje innych błogosławionych zostaną ogłoszonymi świętymi Kościoła katolickiego. 18 października 2015, podczas trwającego synodu biskupów na temat rodziny, papież Franciszek dokonał kanonizacji bł. Ludwika Martin i jego żony Marii oraz bł. Wincentego Grossiego i bł. Marii od Niepokalanego Poczęcia.
Jego wspomnienie liturgiczne obchodzone jest 12 lipca.